# Toots Thielemans
Toots Thielemans, właśc. Jean-Baptiste Frédéric Isidor Thielemans (ur. 29 kwietnia 1922 w Brukseli, zm. 22 sierpnia 2016 tamże) – belgijski muzyk jazzowy, harmonijkarz, gitarzysta i kompozytor.
W 2001 król Albert II nadał mu tytuł barona. W 2009 National Endowment for the Arts uhonorowało go nagrodą Jazz Master.